# Карабаккал
Карабаккал (азерб. Qarabaqqal) — село в Гёйчайском районе Азербайджана. 

## География
Расположено на Ширванской равнине, у правого берега реки Гёйчай в 5 км к юго-востоку от районного центра Гёйчай.

## История
Согласно сведениям приводимым в «Описание Ширванской провинции составленное в 1820 году» «татарское» (азербайджанское) селение Карабаккалъ состояло в Акератском магале Ширванской провинции и управлялось магальным меликом Керимом. Семейств платящих подать насчитывалось 20, неплатящих 6 (муллы, сироты, кевха).
По состоянию на конец XIX века Карабакхалъ образовывал одноимённое сельское общество в Баргушетском участке Гёкчайского уезда Бакинской губернии центром которого являлся и в которое входили ещё три села (Гаджи-Аликендъ, Джагирлы (Джаирлу), Чай-архи). 

## Население
По материалам посемейных списков на 1886 год, в Карабакхалъ имелось 122 дыма и 834 жителей. Всё население являлось азербайджанцами-суннитами. Среди них насчитывалось 438 мужчин и 396 женщин. 7 человек принадлежали к духовенству а остальные  крестьяне на казённой земле.
По Азербайджанской сельскохозяйственной переписи 1921 года в Карабахкал одноимённого сельского общества Геокчайского уезда Азербайджанской ССР проживало 1214 человек (240 хозяйств). Преобладающая национальность — тюрки-азербайджанцы.
Согласно данным конца 1970-х годов в Карабаккале проживало 1610 человек. В селе были развиты — садоводство (гранат), виноградарство, животноводство, зерноводство и шелководство. Функционировали завод гончарных изделий, цех по производству керамики, сортировочный центр. Имелись средняя школа, библиотека, медицинский пункт, клуб, ротдом, детский сад, узел связи.